# Odonteus floridensis
Odonteus floridensis är en skalbaggsart som beskrevs av Wallis 1928. Odonteus floridensis ingår i släktet Odonteus och familjen Bolboceratidae. Inga underarter finns listade i Catalogue of Life.